# Россе, Марк
Марк Россе́ (фр. Marc Rosset, род. 7 ноября 1970 года в Женеве, Швейцария) — швейцарский теннисист, олимпийский чемпион 1992 года.

## Биография
Марк Россе родился 7 ноября 1970 года в Женеве. Профессиональную карьеру начал в 1988 году. За годы выступлений стал победителем 15-ти турниров АТР, заработав при этом $6,812,693 призовых.
Лучшим достижением Россе на турнирах "Большого шлема" стал выход в полуфинал "Ролан Гаррос" в 1996 году, где он уступил немцу Михаэлю Штиху. В сентябре 1995 года швейцарец поднялся на самое высокое в своей карьере, девятое место в мировой классификации.
В 1992 году Россе одержал главную победу в своей карьере, став олимпийским чемпионом Игр в Барселоне в одиночном разряде. В финальном матче Марк переиграл испанского теннисиста Жорди Арресе.
Марк Россе завершил профессиональную карьеру в 2005 году. В настоящее время он живёт в Монте-Карло, где занимается бизнесом, а также периодически принимает участие в различных ветеранских турнирах. В 1992 и 1993 годах швейцарец становился победителем турнира "Кубок Кремля".

## Достижения
- Олимпийский чемпион 1992 года в одиночном разряде, в финале победил испанца Хорди Арресе в 5 сетах. По ходу турнира Марк в трёх сетах обыграл первую ракетку мира Джима Курье и 4-ю ракетку мира Горана Иванишевича
- Победитель Ролан Гаррос 1992 в парном разряде (с Якобом Гласеком)
- Победитель 15 турниров АТП в одиночном и 8 турниров в парном разрядах
- Финалист Кубка Дэвиса 1992 в составе сборной Швейцарии
- Полуфиналист Ролан Гаррос 1996 в одиночном разряде
- Трёхкратный победитель (1993, 1994, 2000) турнира в Марселе
- Двукратный победитель (1992, 1993) Кубка Кремля
- Финалист турнира серии Мастерс в Париже в 1994, уступил Андре Агасси в 4 сетах

Кубок Кремля был для Россе одним из самых любимых соревнований, он неизменно участвовал в московских турнирах с 1990-го (самый первый турнир) по 2004-й год. Во время турнира Марк неоднократно шумно отмечал собственный день рождения в российской столице.
В середине 2000-х Марк некоторое время являлся играющим капитаном сборной Швейцарии в Кубке Дэвиса.

## Прочее
В 1998 году Россе в первом круге Открытого чемпионата США проиграл словаку Доминику Грбаты 6-75 6-7³ 5-7 и должен был вылететь из Нью-Йорка в Женеву на борту самолёта авиакомпании Swissair, но в последний момент Марк изменил свои планы. Незадолго до рейса он устроил бурную вечеринку, после которой испытывал сильные головные боли, к тому же за день до вылета он проводил тренировки с тренером Пьером Симсоло.
В итоге 2 сентября 1998 года Россе отказался от места на борту самолёта McDonnell Douglas MD-11 рейса Swissair 111, решив лететь в четверг. Тем вечером самолёт потерпел катастрофу над Атлантическим океаном, в результате которой все 215 пассажиров и 14 членов экипажа погибли. После крушения Марк срочно позвонил родителям, смотревшим в новостях сообщения о катастрофе.

## Финалы турниров Большого шлема в парном разряде (1)

### Победа (1)
| Год  | Турнир        | Партнёр     | Соперники в финале            | Счёт        |
| 1992 | Roland Garros | Якоб Гласек | Андрей Ольховский Дэвид Адамс | 7-6 6-7 7-5 |

## Титулы АТП в одиночном разряде (15)
| Титулы                     |
| Турниры Большого шлема (0) |
| Кубок Мастерс (0)          |
| Турниры серии Мастерс (0)  |
| Олимпийские игры (1)       |
| Турниры ATP тура (14)      |

| Титулы по покрытиям          |
| Хард, в том числе в зале (3) |
| Грунт (3)                    |
| Трава (1)                    |
| Ковёр (8)                    |

| №   | Дата        | Турнир                  | Покрытие  | Соперник в финале      | Счёт                |
| 1.  | 17 сен 1989 | Женева, Швейцария       | Грунт     | Гильермо Перес Рольдан | 6-4 7-5             |
| 2.  | 22 окт 1990 | Лион, Франция           | Ковёр (i) | Матс Виландер          | 6-3 6-2             |
| 3.  | 3 авг 1992  | Олимпиада, Барселона    | Грунт     | Хорди Арресе           | 7-6 6-4 3-6 4-6 8-6 |
| 4.  | 16 ноя 1992 | Москва, Россия          | Ковёр (i) | Карл Уве Штееб         | 6-3 6-2             |
| 5.  | 8 фев 1993  | Марсель, Франция        | Ковёр (i) | Ян Симеринк            | 6-2 7-61            |
| 6.  | 30 авг 1993 | Лонг-Айленд, США        | Хард      | Майкл Чанг             | 6-4 3-6 6-1         |
| 7.  | 15 ноя 1993 | Москва, Россия          | Ковёр (i) | Патрик Кюнен           | 6-4 6-3             |
| 8.  | 7 фев 1994  | Марсель, Франция        | Ковёр (i) | Арно Бёч               | 7-66 7-64           |
| 9.  | 24 окт 1994 | Лион, Франция           | Ковёр (i) | Джим Курье             | 6-4 7-6²            |
| 10. | 24 апр 1995 | Ницца, Франция          | Грунт     | Евгений Кафельников    | 6-4 6-0             |
| 11. | 26 июн 1995 | Халле, Германия         | Трава     | Михаэль Штих           | 3-6 7-611 7-68      |
| 12. | 24 фев 1997 | Антверпен, Бельгия      | Хард(i)   | Тим Хенмен             | 6-2 7-5 6-4         |
| 13. | 15 фев 1999 | Санкт-Петербург, Россия | Ковёр (i) | Давид Приносил         | 6-3 6-4             |
| 14. | 14 фев 2000 | Марсель, Франция        | Ковёр(i)  | Роджер Федерер         | 2-6 6-3 7-65        |
| 15. | 22 окт 2000 | Лондон, Великобритания  | Хард (i)  | Евгений Кафельников    | 6-4 6-4             |

## Командные турниры

### Финалы командных турниров (1)

#### Поражения (1)
| №  | Год  | Турнир       | Команда                       | Соперник в финале                                  | Счёт |
| 1. | 1992 | Кубок Дэвиса | Швейцария Я. Гласек, М. Россе | США А. Агасси, Дж. Курье, Дж. Макинрой, П. Сампрас | 1-3  |